# Rifugiati palestinesi
I rifugiati palestinesi o profughi palestinesi sono persone, in prevalenza arabi palestinesi, che, nel corso della guerra arabo-israeliana del 1948, sono fuggiti o sono stati espulsi dalle loro case in quella parte del mandato britannico della Palestina che è diventato il territorio dello Stato di Israele. Il termine è nato durante il primo esodo palestinese (in arabo: النكبة, an-Nakba, "catastrofe"), l'inizio del conflitto arabo-israeliano.
L'Organizzazione delle Nazioni Unite per il soccorso e l'occupazione (UNRWA) definisce "rifugiato palestinese" una persona "il cui normale luogo di residenza è stato in Palestina tra il giugno 1946 e maggio 1948, che ha perso sia l'abitazione che i mezzi di sussistenza a causa della guerra arabo-israeliana del 1948".
La questione del diritto dei rifugiati palestinesi e dei loro discendenti di fare ritorno nelle loro case è uno dei punti più controversi nei negoziati di pace israelo-palestinesi.
La definizione di rifugiato dell'UNRWA copre anche i discendenti delle persone divenute profughi nel 1948,  indipendentemente dalla loro residenza nei campi profughi palestinesi o in comunità permanenti. 
Si tratta di una grande eccezione alla normale definizione di rifugiato.
In base a questa definizione, il numero di profughi palestinesi per l'ONU è passato da 711000 nel 1950 a oltre cinque milioni di registrati nel 2015.
| Popolazione totale (inclusi i discendenti): | 5149742 (2117361 in Giordania, 1276929 nella Striscia di Gaza, 774167 in Cisgiordania, 528616 in Siria e 452669 in Libano) |
| Aree con presenza significativa:            | Striscia di Gaza, Giordania, Cisgiordania, Libano, Siria                                                                   |
| Lingue:                                     | Arabo palestinese, altri dialetti arabi                                                                                    |
| Religioni:                                  | Islam sunnita, cristiano-ortodossi, cattolici                                                                              |